# توريان جرين
توريان جرين (بالإنجليزية: Taurean Green) مواليد 28 نوفمبر 1986 في بوكا راتون، هو لاعب كرة سلة جورجي معتزل بدأ مسيرته الاحترافية في سنة 2007 حيث تم اختياره من قبل فريق بورتلاند ترايل بلايزرز خلال الدرافت. يبلغ طوله 6 قدم 1 بوصة (1.9 م).

## فرق لعب لها
- بورتلاند ترايل بلايزرز
- دنفر ناغتس
- باسكت سرقسطة 2002
- سي بي غران كناريا
- نادي طوفاس الرياضي
- ليموج سي إس بي

## إحصائيات المسيرة

### الموسم الاعتيادي
| السنة   | الفريق                 | لعب | بدأ | دقيقة | ميداني% | ثلاثية | حرة   | ارتداد | صنع | استلاب | تصدي | نقطة |
| ------- | ---------------------- | --- | --- | ----- | ------- | ------ | ----- | ------ | --- | ------ | ---- | ---- |
| 2007–08 | بورتلاند ترايل بلايزرز | 8   | 0   | 5.5   | .250    | .125   | 1.000 | 0.5    | 1.0 | 0.1    | 0.0  | 2.1  |
| 2007–08 | دنفر ناغتس             | 9   | 0   | 3.3   | .333    | .333   | .750  | 0.7    | 0.3 | 0.1    | 0.0  | 1.1  |
| المسيرة |                        | 17  | 0   | 4.4   | .280    | .182   | .917  | 0.6    | 0.6 | 0.1    | 0.0  | 1.6  |

## روابط خارجية
- توريان جرين على موقع الاتحاد الدولي لكرة السلة (الإنجليزية)
- توريان جرين على موقع إن بي أي (الإنجليزية)
- توريان جرين على موقع سبورتس رفرنس (الإنجليزية)
- توريان جرين على موقع الدوري الإسباني لكرة السلة (الإسبانية)
- توريان جرين على موقع كرة السلة الأوروبية.كوم (الإنجليزية)
- توريان جرين على موقع DraftExpress.com (الإنجليزية)
- توريان جرين على موقع كلية كرة السلة في سبورتس رفرنس.كوم (الإنجليزية)
- توريان جرين على موقع ريلجم (الإنجليزية)
- توريان جرين على موقع بروبوليرز (الإنجليزية)
- توريان جرين على موقع سبورتس رفرنس (الإنجليزية)